# Heptathela schensiensis
Heptathela schensiensis SCHENKEL, 1953 è un ragno appartenente al genere Heptathela della famiglia Liphistiidae.

## Etimologia
Il nome deriva dal greco ἐπτά, heptà, cioè 7, ad indicare il numero delle ghiandole delle filiere che possiedono questi ragni, e dal greco θηλή, thelè, che significa capezzolo, proprio ad indicare la forma che hanno le filiere stesse.
Il nome proprio deriva dalla pronuncia inglese, shensi, schensi della provincia cinese dello Shaanxi, dove è principalmente rinvenuta, e dal suffisso latino -ensis, che significa: presente, che è proprio lì.

## Caratteristiche
Ragno primitivo appartenente al sottordine Mesothelae: non possiede ghiandole velenifere, ma i suoi cheliceri possono infliggere morsi piuttosto dolorosi

## Distribuzione
Rinvenuta nella provincia cinese dello Shaanxi.